# Cavità gastrovascolare

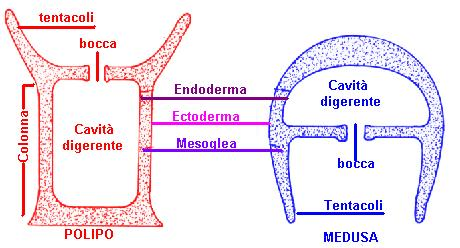
Parti anatomiche di un polipo e di una medusa. La cavità digerente è il celenteron.

Sistema gastrovascolare del verme piatto Dugesia (in giallo)

La cavità gastrovascolare o celenteron (dal greco antico κοῖλος "cavità" e ἔντερον "intestino") è una cavità presente soprattutto nei celenterati (cnidari), ai quali tra l'altro dà il nome, la quale funge da stomaco. 
Si trova negli animali relativamente semplici, come l'idra, che possiedono una cavità gastrovascolare, cioè un sistema digerente fornito di una sola apertura circondata da tentacoli: la bocca che serve pertanto anche da ano.
Nei celenterati di solito si trova sotto la mesoglea, sostanza gelatinosa sottocutanea (abbondante nelle meduse) ed è ricoperta dal gastrodermide, tessuto che ricopre la cavità gastrovascolare. In questa sacca, che ha libero sbocco all'esterno dell'animale, vengono digerite le prede mediante la secrezione di enzimi da parte delle cellule del gastroderma. Si ha quindi una digestione extracellulare (disambiguo, dovrebbe essere intracellulare anche se la cavità è esterna). Le sostanze idrolizzate diffondono poi in tutte le altre cellule dell'organismo. I residui della digestione vengono trasportati all'esterno grazie all'acqua che ha sempre libero accesso e quindi forma delle correnti continue.